# میرزا خسروبیگ گرجی
خسرو بیک گرجی متخلص به غلام، خسرو یا خسروا (زاده ۱۷۹۰ – درگذشته ۱۸۴۰) یک شاعر، تاریخ‌دان و ستاره‌شناس گرجی بود.

## زندگی‌نامه
خسرو بیک در سال ۱۷۹۵ میلادی طی حملهٔ آغامحمدخان قاجار به تفلیس، به عنوان اسیر جنگی به تهران آورده و به تحویل وزیر ایران حاج ابراهیم کلانتر داده شد. او نزد حاجی ابراهیم خان پرورش می‌یافت.
با توجه به روابط بسیار خوب ایران با تالپوران سند، رفت و آمد و رفت سفیران هر دو کشور معمول بود. میرکرم علی خان تالپور فرزند نداشت بنابراین تصمیم گرفت که فرزند رشید و شایسته از خانواده‌ای شریف در ایران به دست آورد تا او را وارث خود کند. پس از مدتی او شخصی را به نام «آخوند اسماعیل» با هدایای مناسب برای همین کار به ایران فرستاد. آخوند اسماعیل به عنوان وکیل میرکرم علی خان، مهمان حاجی ابراهیم شد و آنجا خسرو را دید و او را برای میرکرم علی خان پسندید و از وزیر شاه ایران خواهش کرد که از پادشاه ایران اجازه گرفته؛ خسرو را همراه او بفرستد. بالاخره حاجی ابراهیم خان از پادشاه ایران اجازه گرفت و خسرو خان را به‌طور هدیه با هدایای دیگر برای میرکرم علی خان فرستاد. خسرو خان در ۱۵ سالگی در سال ۱۸۰۵ میلادی به سند رفته و به نام پسر میرکرم علی خان خوانده شد و به درجهٔ عالی رسید.
اگرچه میرزا خسرو بیگ در سند متولد نشده بود ولی بعد از مهاجرت به سند، خدمات علمی و ادبی شایسته‌ای را به آن سرزمین ارائه داد و به آنجا علاقه داشت. از آن جایی که او در محیط علمی و ادبی آموزش یافته بود، عالم و شاعر برجستهٔ عصر خود شد، او تخلّص خود «غلام» و در بعضی از غزلیات «خسرو» یا «خسروا» می‌کرد. اشعار فارسی او که شامل غزلیات، قطعات، مثنویات، رباعیات و قصاید است در کتاب «گرجی نامه» تألیف «میرزا قلیچ بیگ» چاپ شده‌است.
میرزا خسرو بیگ پس از عمری که صرف خدمات نیکو به اسلام و اجتماع سند گذراند، در سال ۱۸۴۰ میلادی در محلهٔ خودش «تندو تورو» در گذشت. مادهٔ تاریخ وفات او از میرزا فریدون بیگ گرجی چنین است:
| در هزار و دو صد و هفتاد و هفت |  | دامن چشتی ز دامن چید و رفت |
| بهر وصل جان جانان جاش داد     |  | در جنان خلد ایزد جاش داد   |

## اشعار
اشعار فارسی او که شامل غزلیات، قطعات، مثنویات، رباعیات و قصاید است در کتاب «گرجی نامه» تألیف «میرزا قلیچ بیگ» چاپ شده‌است.
از اشعار اوست:
| غیر عجز و ناتوانی، ساز این محفل نداشت |  | زاهد پژمرده دل، دل داشت، امّا دل نداشت     |
| سر به سر پیدای امکان، بر سراب وهم بود |  | پای لغزی گر نبود این دشت یک منزل نداشت    |
| تهمت آزادگی بر سرو، باطل بسته‌اند      |  | سرو گر آزاد بودی پای خود در گل نداشت      |
| سُرخرویی کی کند حاصل، در اربابِ کمال    |  | هر که او را از عدم چون لاله، داغ دل نداشت |
| تا که بودم در عدم، بودم بسی آسوده حال |  | مزرغ دنیا به غیر از درد و غم، حاصل نداشت  |
| "خسرواً در عشق او خود را سراپا سوختم   |  | شمع سان داغم به سر بودست امّا گل نداشت     |

| وجود آدم خاکی، برای حق طلبی است   |  | اگر نیافته‌ای انتهای پُر ندبی است    |
| که همت عین حقیقت چو نکته موهوم    |  | به کنه نکته رسیدن کمال بی ادبی است |
| که راز وحدت او کی به دل نهان ماند |  | دلی که نازکیش به ز شیشهٔ حلبی است   |
| چرا نجات نباشد به حشر "خسرو" را   |  | فتاده بر در درگاه شاه مطّلبی است    |

## تألیفات
- "مجربات العلاج": در سال ۱۲۷۱ هجری، میرزا خسرو بیگ سه جلد کتاب به نام "مجربات العلاج" در فن طبابت به زبان فارسی تألیف کرد. جلد اول این کتاب ترجمهٔ کتاب عربی محمد اکبر ارزانی به نام "حدود الارض" است. جلد دوم راجع به اهمیت گیاهان است و جلد سوم به‌طور کلی راجع به علت‌های امراض جسمانی و تشخیص آن و نیز علاج و معالجه آن امراض است.
- "سفینه الشعراء": این نسخه خطی است که شامل قصائد و غزلیات و مفردات فارسی شعرای متقدمین و متاخرین سند، هند و ایران است که آن را به طریق الفبایی آورده‌است. کاتب این کتاب میرزا قربان علی گرجی است که به تاریخ ۲۳ جمادی الثانی ۱۲۷۲ هجری قمری نوشتن این نسخه را به انجام رسانیده است.
- "محک خسروی": تألیف سوم میرزا خسرو بیگ کتاب "محک خسروی" است که که آن را در سال ۱۲۳۲ هجری قمری به فرمان میرکرم علی خان و میرمراد علی خان تالپور تألیف کرده‌است.

محک خسروی از لحاظ تاریخی و ادبی بسیار اهمیت دارد. چرا که این کتاب برای خوانندگان تسهیلات فراوان فراهم می‌کند و برای آن‌ها مطالعه کلام شعرای مختلف آسان می‌گردد و نیز آن‌ها از سبک و افکار شعرا آشنایی حاصل می‌کنند. راجع به شعرائی که در ادوار مختلف می‌زیستند معلومات فراهم می‌شود.
این کتاب شامل غزلیات ۵۶ شاعر است که از برخی از آن‌ها عبارت اند از: میر سید علی مشتاق، آقا محمد عاشق، لطف علی بیگ آذر، منشی صاحبرای آزاد، میر هوتک خان افغان، افغان خان آماسی، پیام اکبر آبادی، شیخ محمد علی حزین، فتح علی شاه قاجار، سید صابر علی تتوی صابر، میرزا محمد تقی صهبا، هزار جویبی طوفان، منشی شیوک رام عطارد، سید عظیم الدین تتوی، میر کرم علی خان کرم، میرزا غلام علی تتوی مؤمن
در این کتاب آغاز هر غزل با اسم شاعر آمده است؛ ولی نگارندهٔ این مقاله از مطالعهٔ این غزلیات گاهی تفاوت‌هایی را در اسم شاعر و تخلص شاعر مشاهده نموده است. کاری بسیار مهم و قابل تحسین که خسرو بیک گرجی انجام داده این است که غزلیات شعرا را که از لحاظ بحر و وزن و قافیه یکسانند الفبایی کرده‌است. این کتاب با بهترین نمونه خط نستعلیق نوشته شده و از نقش و نگاره‌های با سلیقه خاص ایرانی در تزیین پشت و روی جلد و برخی صفحات آن استفاده شده‌است.
کتاب «محک خسروی» تصحیح «فائزه زهرا میرزا» از سوی «دبیرخانهٔ پنجمین جایزهٔ ادبی پروین اعتصامی» به عنوان اثر شایستهٔ تقدیر در بخش تصحیح حوزهٔ ادبیات پژوهشی، شناخته شده و در ۱۲۰۳ صفحه با قیمت ۱۶ هزار تومان منتشر شده‌است.